# Leila Solh
Leila Solh (in arabo ليلى الصلح حمادة‎?; Beirut, 1946) è una politica libanese.

## Biografia
È nata nel 1946 a Beirut, una dei sei figli del primo ministro Riyad al-Sulh e di Fayza al-Jabiri.
Frequentò il Dipartimento di Studi Orientali presso l'Université Saint-Joseph e nel 2004 divenne una delle prime due donne libanesi a entrare nel governo, come ministra dell'industria nel gabinetto di Omar Karami. Lavorò anche nel Consiglio Nazionale per lo Sviluppo del Turismo.

### Altre attività
Nell'agosto 2003 divenne vice presidente dell'attuale fondazione Alwaleed Philanthropies, istituita da suo nipote Al-Walid bin Talal. Nel 2008 venne insignita della medaglia pontificia dal papa Benedetto XVI, in riconoscimento degli sforzi compiuti dalla fondazione nel promuovere la tolleranza tra diverse religioni, oltre che della medaglia d'oro da Karekin II.
Già nel 2006 aveva ricevuto la medaglia delle donne arabe da Sabika bint Ibrahim Al Khalifa, durante il primo incontro dell'Organizzazione delle Donne Arabe (AWO). Nel 2009 la rivista Middle East la nominò imprenditrice dell'anno.

## Vita privata
Sposò il ministro Majed Hamadé ed ebbe tre figlie.

## Opere
- (FR) Un Liban à retrouver, L'Orient-Le Jour, 2008.
- (FR) Les élections de 2009, les enjeux culturels, L'Orient-Le Jour, 2009.

## Riconoscimenti
- 2008: Trofeo onorario (Lega araba);
- 2008: Premio di alto riconoscimento (Hamdan bin Zayed Al Nahyan).